# 霸田抗租
霸田抗租，指中国明清时期佃農反抗地主剥削的一种手段。
明朝中期，中国的土地私有制进一步发展，大量耕地迅速地向占人口少数的地主阶层集中。这样，农民一旦沦为佃户，不仅需要交纳沉重的地租，甚至会受到人身奴役，因而激起佃农的反抗，如明英宗正统年间福建的邓茂七起义，是为“抗租”。
此后，佃农抗租又往往采用霸占田地的手段，迫使地主为取得稳定的地租收入，只能保留田底权（即耕地所有权），而将永佃权（田面权，即耕地使用权）出让给佃农。造成了大量田亩出现“一田两主”的现象。清朝时期，霸田抗租发展到了江苏、浙江、福建、江西、广东、广西、湖南等省，逐渐变成了地主和“二地主”（即拥有耕地使用权的佃户）之间争夺实际耕地权利的斗争。